# Kernlexicon
Het kernlexicon van een taal, ook wel de centrale woordenschat genoemd, is de verzameling van die begrippen die tot de dagelijkse menselijke belevingswereld behoren, ongeacht de omstandigheden of de cultuur waarin die mensen leven. Dit kernlexicon bestaat grotendeels uit woorden die nog rechtstreeks vallen te herleiden tot vormen in het Proto-Indo-Europees, de gereconstrueerde voorouder van de Indo-Europese talen. Deze woorden, die dus deel uitmaken van het kernlexicon en waarvan in de meeste Indo-Europese talen nog cognaten terug te vinden zijn, worden ook wel erfwoorden genoemd.
Dit kernlexicon, en met name de erfwoorden, weerspiegelen uiteraard de leefwijze van een oudere maatschappij, al is niet duidelijk wélke maatschappij die "Indo-Europese" precies was. 

## Betekenisgebieden
- Er moet echter landbouw zijn beoefend, want woorden die met de landbouw te maken hebben, zijn nog te vinden in het hedendaagse kernlexicon:

geit is verwant met o.a. Oudsaksisch gēt, Gotisch gaits; verder Latijn haedus ‘bok’.
melk vindt men terug in Oudengels meol(u)c, milc; verder in het Oudgriekse werkwoord amélgein ‘melken’, Sloveens mlésti, Latijn mulgēre en in andere talen.
- Diverse woorden voor lichaamsdelen behoren tot de centrale woordenschat:

oog: onder meer Tsjechisch oko, Latijn oculus, Sanskriet ákṣi-.
- Het weer, hemellichamen, het landschap en planten zijn vertegenwoordigd:

sneeuw: Oudhoogduits snēo, Gotisch snaws; verder Oudkerkslavisch sněgŭ ‘sneeuw’, Oudiers snechta en Litouws sniẽgas.
maan: Oudhoogduits māno; verder Oudgrieks mḗn ‘maand’, Litouws ménů ‘maan’, mė́nuo ‘maand’.
heuvel: Litouws kuprà ‘bult’, Oudkerkslavisch kupŭ ‘hoop’, Albanees qipi ‘hoop’.
beuk: Latijn fāgus, Oudgrieks Attisch phēgós, Dorisch phāgós ‘eik, eikel’.
- Het kernlexicon bestaat niet uitsluitend uit zelfstandige naamwoorden. Ook andere woordsoorten zijn vertegenwoordigd, bijvoorbeeld:

lang (bijvoeglijk naamwoord)
slapen (werkwoord)
twee (telwoord)
ik (persoonlijk voornaamwoord)
gisteren (bijwoord).

## Verwantschappen
Bij een aantal woorden uit het kernlexicon valt onderlinge verwantschap aan te wijzen. Zo is heuvel verwant met heup: behalve de vormverwantschap is er betekenisovereenkomst, die teruggaat op een oorspronkelijk idee van "kromming". Maan is verwant aan meten; de maan was al vanouds een "tijdmeter". 

## Taaltak
Een woord kan teruggaan op een oude wortel, die toch niet tot het Indo-Europees reikt, maar beperkt is tot een tak van die taalfamilie:
luis ‘parasitair insect’ is beperkt tot het Germaans (bijv. Duits Laus en Zweeds lus) en het Keltisch (bijv. Welsh llau en Bretons laou).
Aangezien deze woorden uit een taalfase vóór het Nieuwnederlands zijn geërfd, kunnen ook zij erfwoorden worden genoemd. Dit is een kwestie van definitie: ze zijn overgeërfd uit een oudere taalfase, zij het niet uit de oudste die ons bekend is.

## Geen kernlexicon
Hoewel nog een aanzienlijk aantal woorden tot het kernlexicon behoort, wordt het in omvang toch overvleugeld door de overige woordenschat. Die talrijke overige woorden komen uit andere talen, of het zijn nieuwe woorden.

### Uit andere talen
Woorden die aan andere talen zijn ontleend, vallen onder te verdelen in vier categorieën.
- Ingeburgerde leenwoorden Een zeer omvangrijke groep woorden die aan andere talen zijn ontleend, terwijl we vaak aan de woordvorm niet meer kunnen zien dat het om een vreemd woord gaat:

tafel (uit Latijn tabula), luit (Arabisch al-ʿūd)
- Bastaardwoorden Die leenwoorden waaraan nog wel de vreemde afkomst is te herkennen, maar die toch aanpassing in de vorm hebben ondergaan:

fabriek (Frans fabrique, Latijn faber), muziek (Frans musique, Grieks mousikè)
- Vreemde woorden Die leenwoorden waarvan de oorspronkelijke vorm is behouden, althans in de spelling:

incognito (Italiaans), lunch (Engels)
- Barbarismen Woorden waarvan wordt geoordeeld dat zij (nog) niet tot de woordenschat van de taal behoren; zij zijn taalvreemd, maar worden wel gebruikt:

groom (Engels), chapeau! (Frans)
Woorden kunnen van categorie wisselen; naarmate zij meer raken ingeburgerd, komen zij hoger in bovenstaande rij te staan; ze kunnen echter ook weer uit de taal verdwijnen. Maar tot het kernlexicon gaan zij uiteraard nooit behoren.

### Neologismen
Neologismen zijn nieuw gevormde woorden. Ze zijn als geheel noch uit het kernlexicon, noch uit een andere taal afkomstig, ook al hebben ze daar meestal wel bepaalde elementen van. Meestal gaat het om samenstellingen of afleidingen van bestaande woorden (geheel nieuwe woorden komen zelden voor):
- hefschroefvliegtuig, digibeet

Het is niet altijd duidelijk of een woord tot de leenwoorden of tot de nieuwvormingen moet worden gerekend.
- fiets (of viets) was rond 1870 een nieuwkomer. Zeker was het een neologisme, maar waarschijnlijk is het gevormd uit een leenwoord: viets is afgeleid uit een Zuid-Limburgs werkwoord vietse ‘hard lopen, zich snel voortbewegen’ (vgl. Noord-Limburgs fiette, Eindhovens fietsen) en dit werkwoord gaat vermoedelijk terug op het Franse bijwoord vite ‘snel’.[1]